# 羅盤座η
羅盤座η，又名CD-25 6356，HD 73495、SAO 176189、HR 3420，是羅盤座的一颗恒星，视星等为5.27，位于銀經248.66，銀緯8.96，其B1900.0坐标为赤經8h 33m 35.8s，赤緯-25° 8.96′ 17″。